# Marco Stroppa
Marco Stroppa, né le 8 décembre 1959 à Vérone, est un compositeur, pianiste et informaticien italien. 

## Biographie
Marco Stroppa étudie la musique aux conservatoires de Vérone, Milan et Venise auprès de Laura Palmieri, Guido Begal, Renato Dionisi, Azio Corghi et Alvise Vidolin et est diplômé en 1980 (piano), composition (1982), musique électronique (1983).
De 1984 à 1986, il poursuit ses études en psychologie cognitive, intelligence artificielle et musique informatique au MIT Media Lab grâce à une bourse du programme Fulbright.
Déjà invité en 1982, de 1987 à 1990, il dirige le département de recherches musicales de l'Institut de recherche et coordination acoustique/musique, où naît Traiettoria, pour piano et électronique, sa première œuvre qui établit sa notoriété internationale. Dans Spirali pour quatuor (1988), exploite « la dimension spatiale dans la structure compositionnelle ».

## Œuvres
- Traiettoria pour piano et sons générés par ordinateur (1984)
- ...of silence pour saxophone alto et Antescofo (2007)
- Perchè non riusciamo a vederla ? pour chœur a cappella et violon alto (2008, rev. 2013) Commande des Cris de Paris et du Musée du Louvre.